# Kassengift
 (octobre 2017).
Si vous disposez d'ouvrages ou d'articles de référence ou si vous connaissez des sites web de qualité traitant du thème abordé ici, merci de compléter l'article en donnant les références utiles à sa vérifiabilité et en les liant à la section « Notes et références ».
Albums de Rosenstolz
Zucker-schlampen:live
(1999) Stolz der Rose – Das Beste und mehr
(2000)
Kassengift est le 7e album studio du groupe allemand Rosenstolz, sorti en 2000. 
Il s'agit du premier album du groupe à être classé numéro 1 en Allemagne.

## Composition et réception
Le titre Kassengift est, selon Peter Plate, tiré de la biographie de Marlène Dietrich. Le terme, qui signifie mot-à-mot poison de caisse ou poison de box office, décrivait la traversée du désert de l'actrice et ses échecs successifs au box office. 
La chanson éponyme, elle, fait référence à l'absence du groupe dans les médias. 
La sortie de l'album est précédée par celle du single Amo vitam, dont les paroles sont en latin et qui attendra la 19e place des charts allemands. Le second single, Kinder der Nacht, sort en novembre 2000. Un clip est tourné à Hambourg par Marcus Sternberg en janvier 2001. Le troisième et dernier single mettra en avant deux duos : Total Eclipse, reprise de Klaus Nomi, en collaboration avec le chanteur britannique Marc Almond et Die Schwarze Witwe (en français La veuve noire) en duo avec Nina Hagen.   

## Titres
1. Kassengift – 3:55
2. Bastard – 5:31
3. Kinder der Nacht – 5:21
4. Amo Vitam – 3:32
5. Septembergrau – 4:40
6. Achterbahn – 4:30
7. Es ist vorbei – 4:02
8. Engel der Schwermut – 4:29
9. Du atmest nicht – 3:33
10. Total Eclipse (Kristian Hoffman) – 4:02
11. Die schwarze Witwe – 3:53
12. Sag doch – 4:20
13. Mir grauts vor diesen Leuten – 3:52